# ورزشگاه عبدالرحمن روزا هاخیو
ورزشگاه عبدالرحمن روزا هاخیو (به لاتین: Abdurrahman Roza Haxhiu Stadium) یک ورزشگاه در آلبانی است که در لوشنجه واقع شده‌است.